# Pterois volitans
Pour les articles homonymes, voir Rascasse volante.
Rascasse volante, Poisson-scorpion, Scorpène, Poisson-lion
Espèce
Statut de conservation UICN

 LC  : Préoccupation mineure

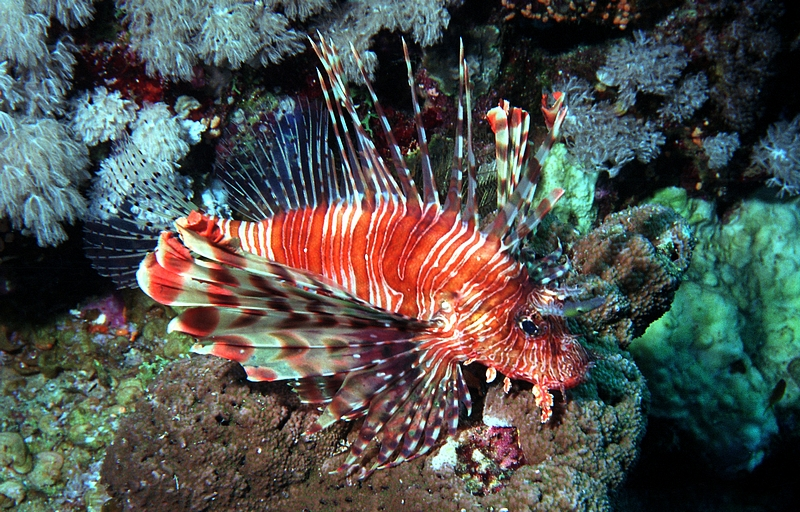
Rascasse volante rouge.

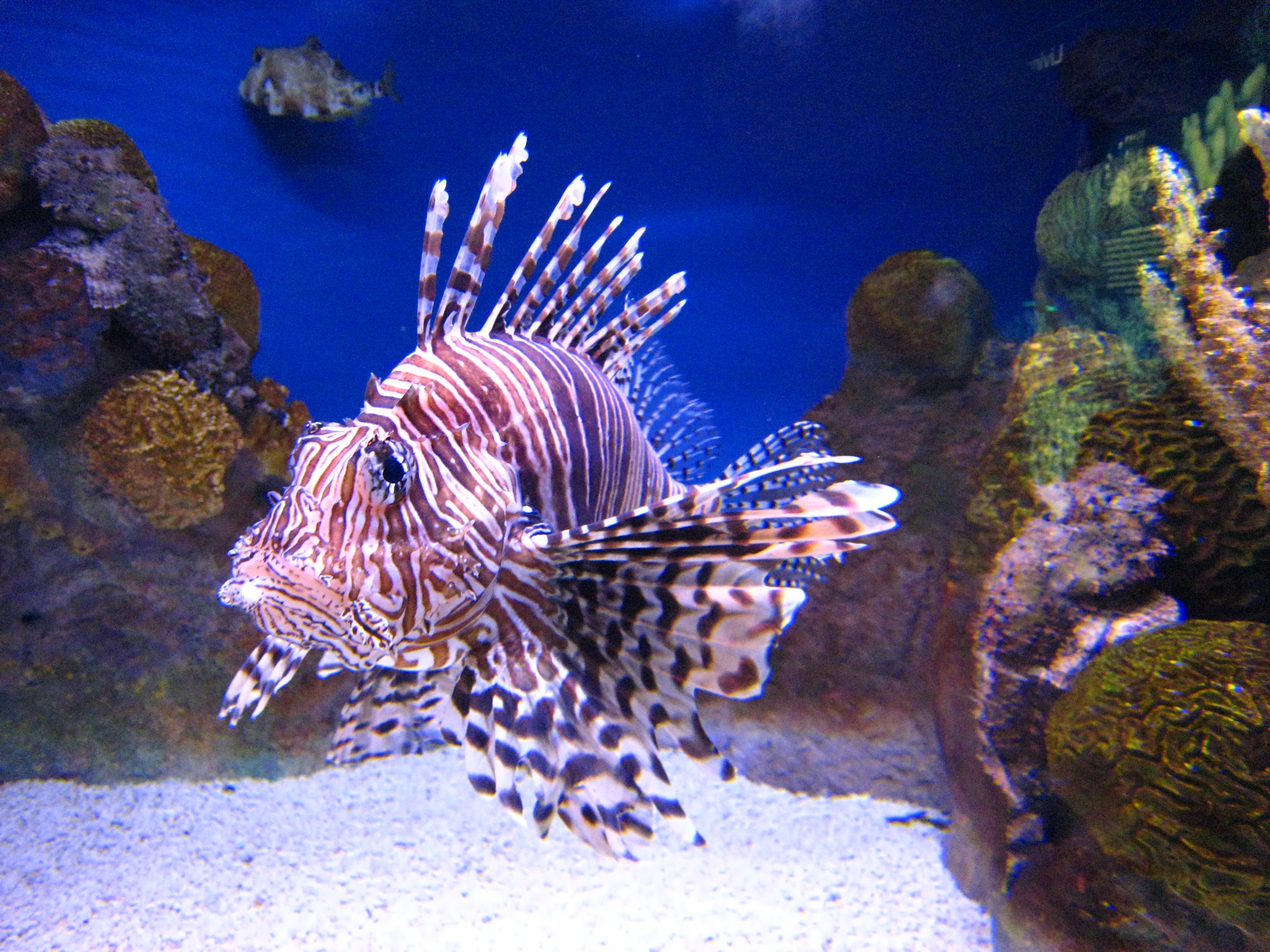
Divers…

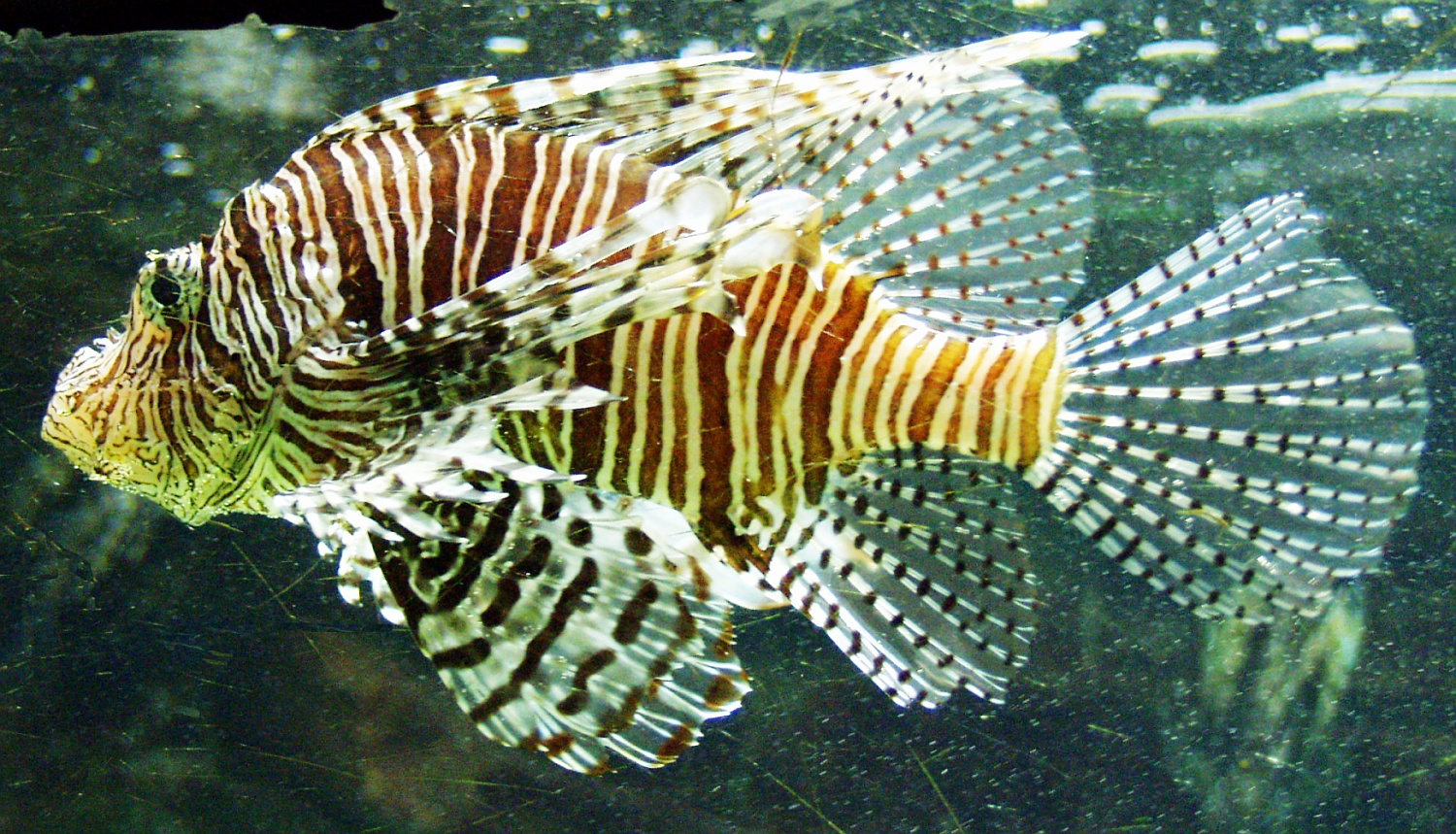
…coloris…

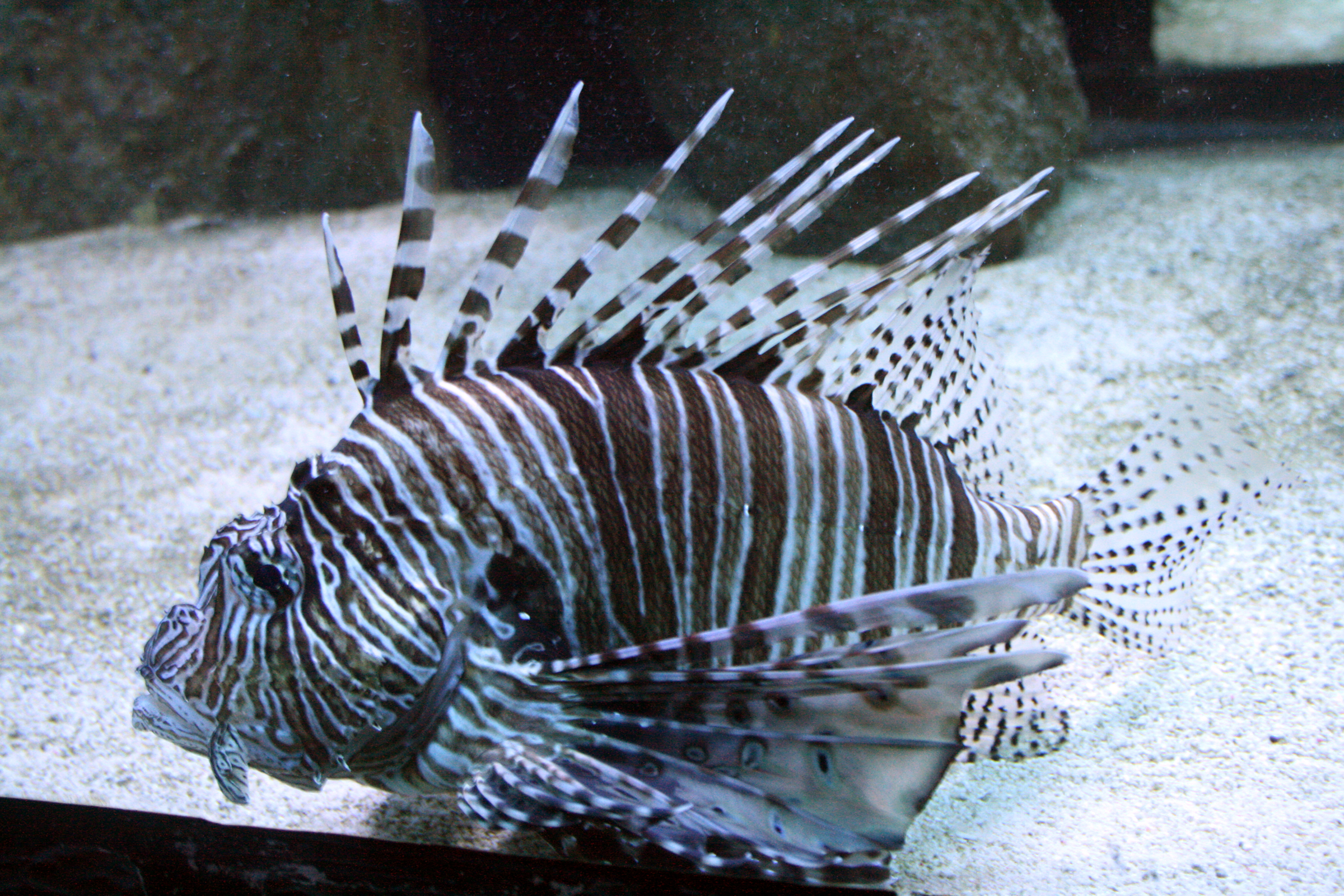
…de l'espèce…

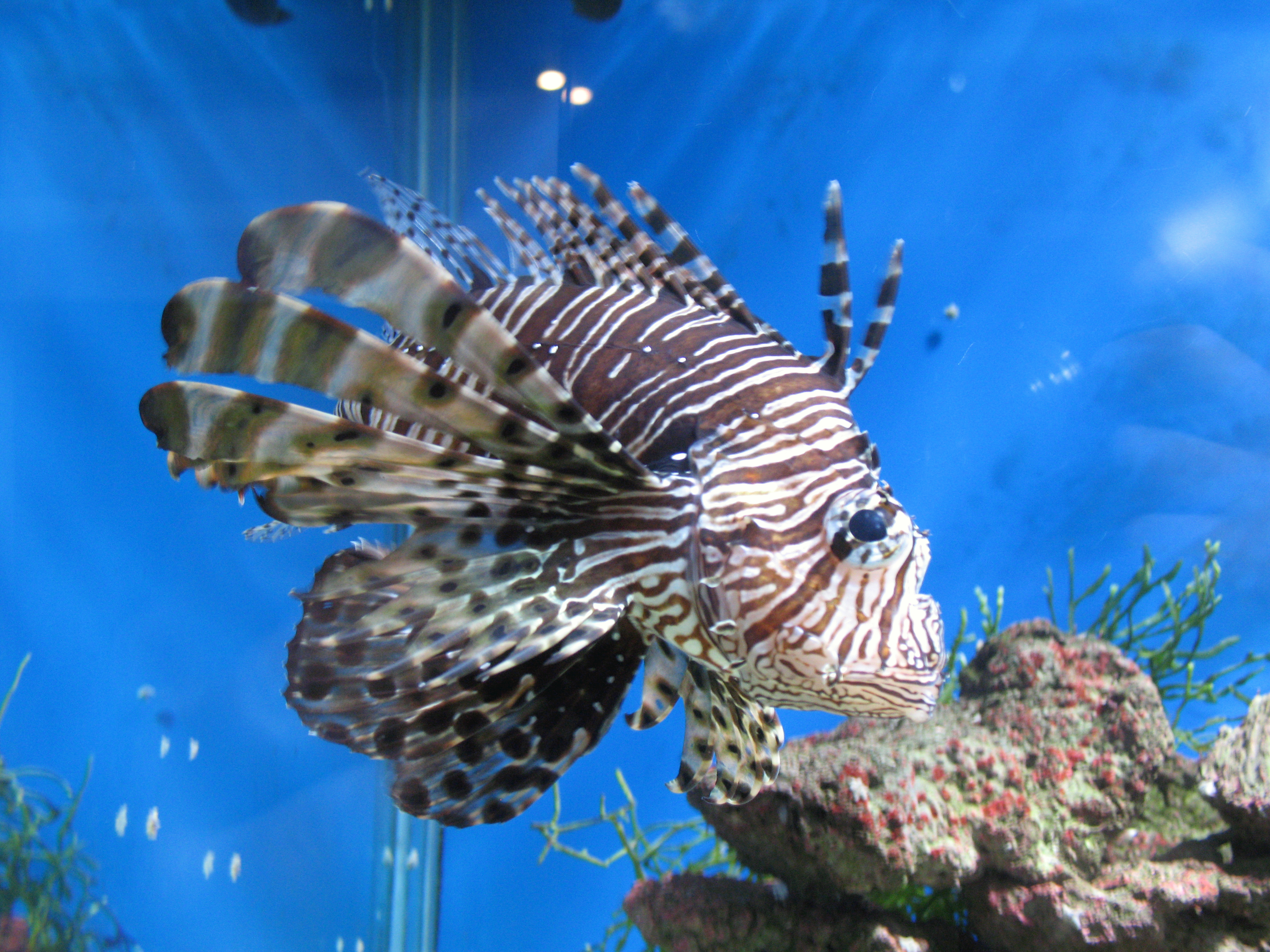
…Pterois volitans.

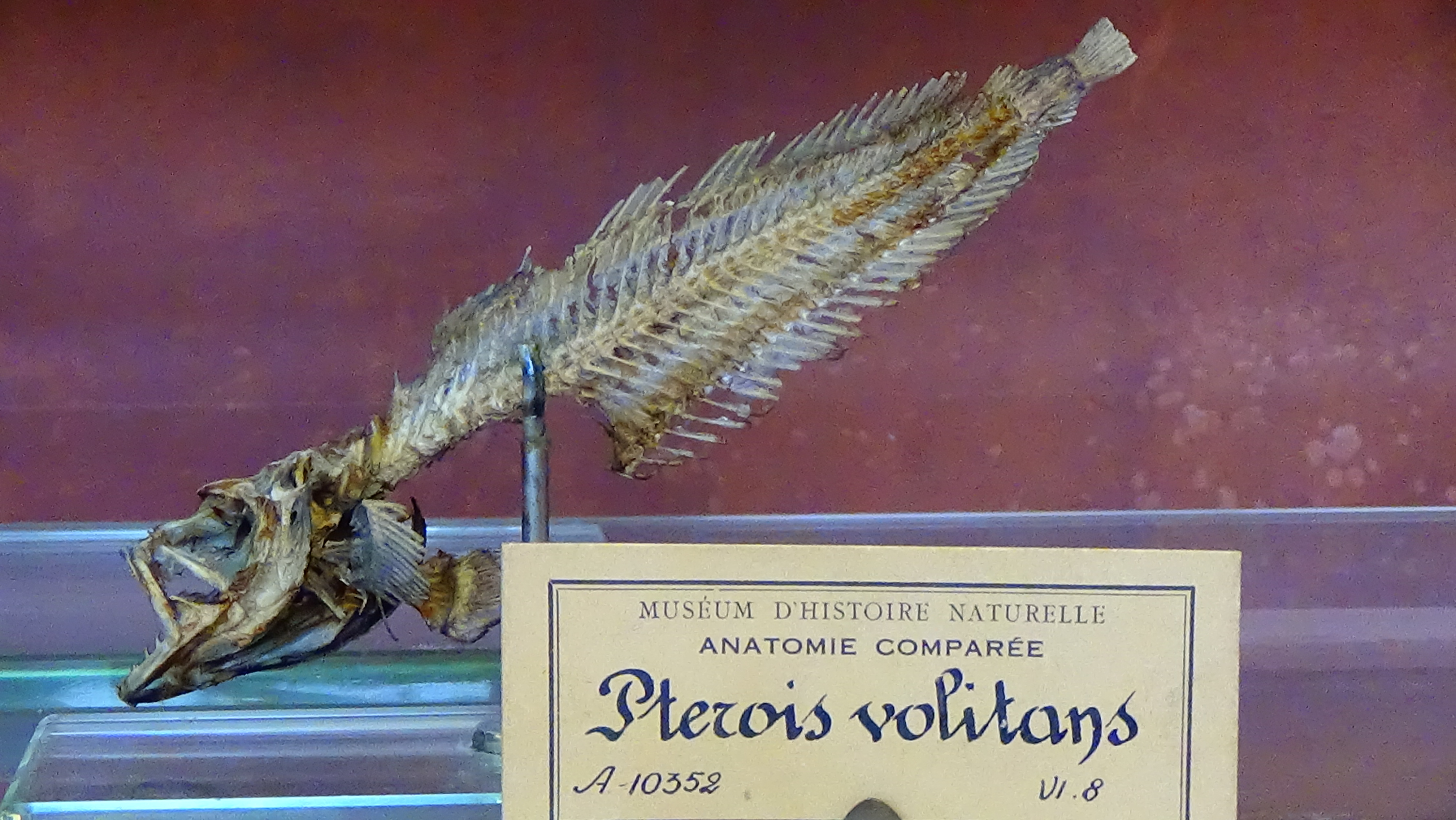
Pterois volitans : squelette au MNHN Paris.

La Rascasse volante (Pterois volitans) est une espèce de poissons venimeux de la famille des Scorpaenidae. Il ne faut pas confondre ce poisson avec d'autres du même genre, appelés aussi des rascasses volantes : la Rascasse volante de l'océan Indien (Pterois miles) et Pterois antennata.

## Dénominations
- Nom scientifique : Pterois volitans (Linnaeus, 1758)
- Noms vulgaires (vulgarisation scientifique) : Rascasse volante du Pacifique[1],
- Noms vernaculaires du langage courant, pouvant désigner aussi d'autres espèces : rascasse volante, laffe volant, poisson scorpion, poisson volant (d'où confusion avec les exocets), poisson-dindon, poisson de feu[2], crapaud de mer, diable de mer, rascasse-poule[3], poisson-cobra ou scorpène ; en outre, des films documentaires aux commentaires traduits de l'anglais lionfish ont introduit en français le barbarisme « poisson-lion »[4].

## Étymologie
La racine ptero rencontrée dans le nom pterois dérive du grec ancien πτερον (pteron, l'aile), une allusion à ses nageoires pectorales d'apparence « ailée ».

## Caractéristiques
Pterois volitans mesure de 30 à 38 centimètres de long. Certains spécimens capturés dans les Caraïbes dépassaient les 40 centimètres.

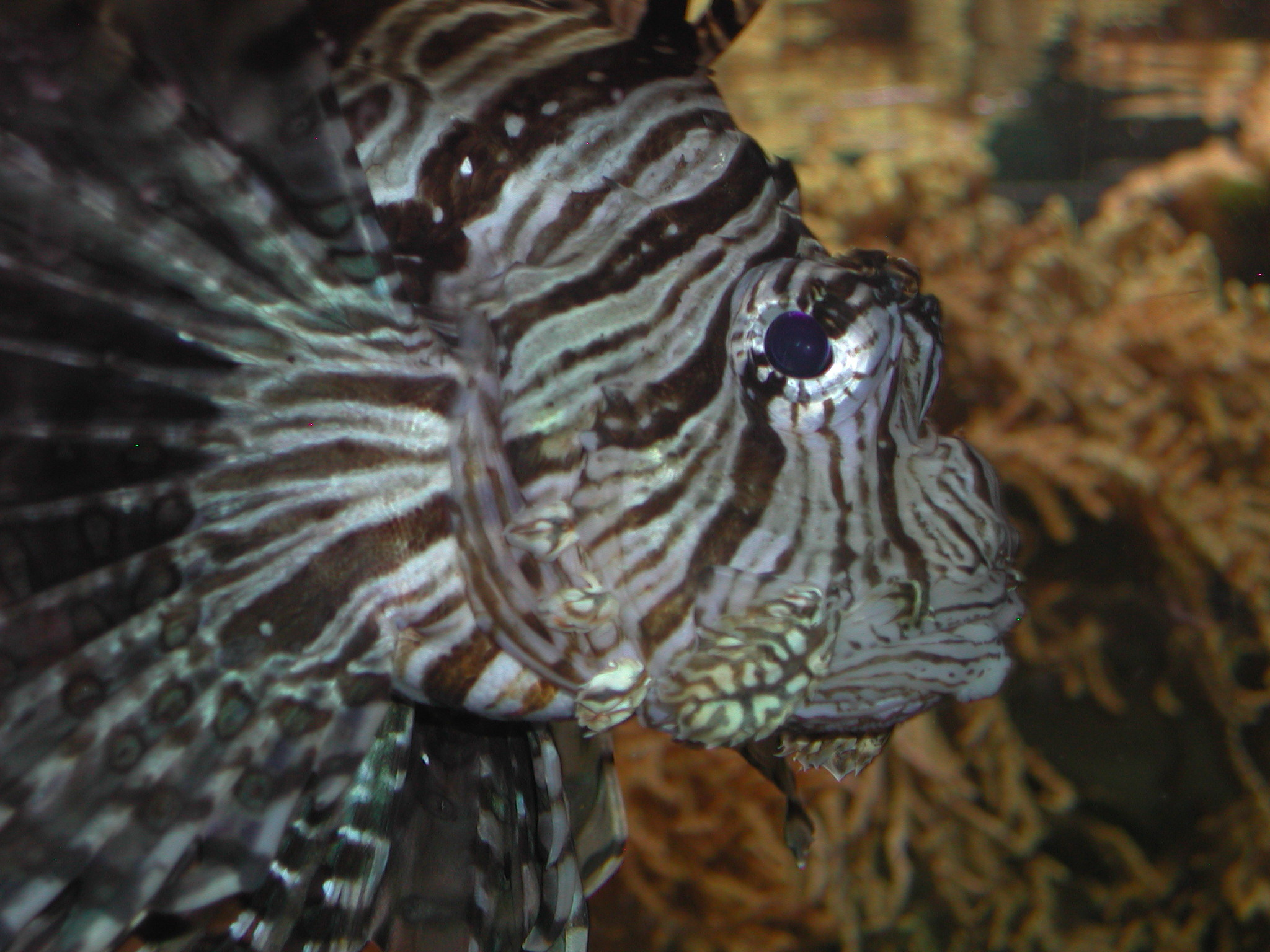
Détail de la tête.

Sa coloration est variable en fonction de son habitat. Par exemple, les individus sont plus sombres, voire presque noirs dans les estuaires.
Ces poissons possèdent des appendices cutanés au-dessus des yeux. Ils capturent leurs proies par aspiration.

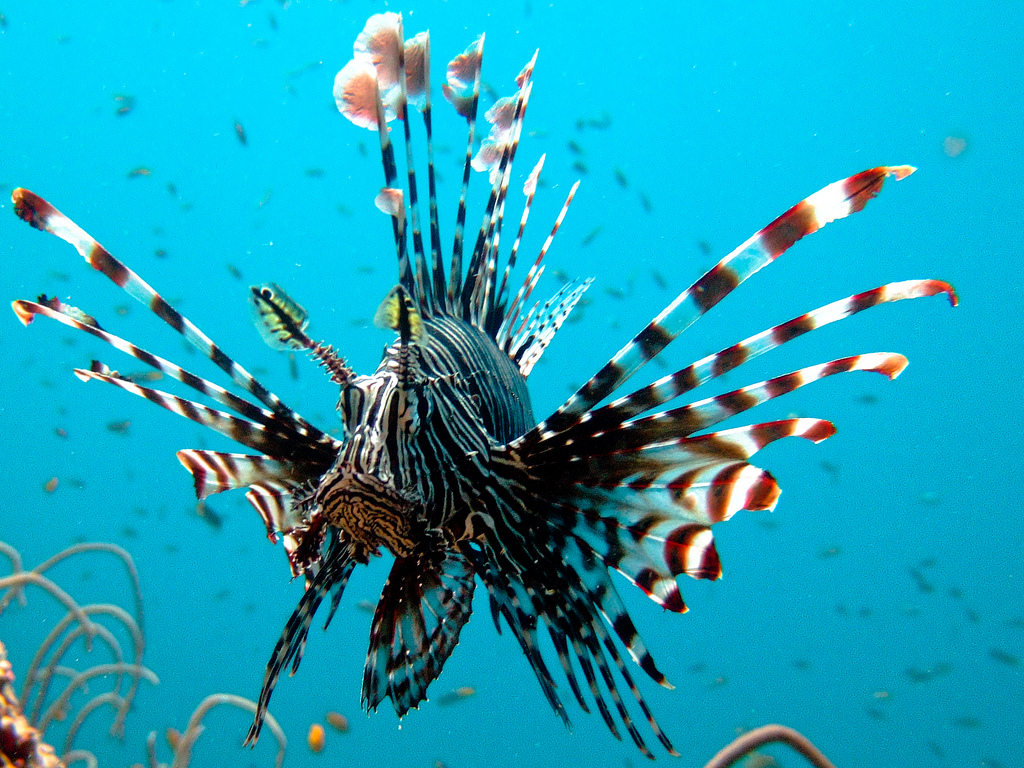
Parc national de Koh Lanta, Thaïlande

Ils possèdent des épines venimeuses dans chaque rayon de leurs nageoires dorsales, anales et pectorales.

## Écologie et comportement
C'est un poisson commun, migrateur, qui vit en solitaire ou en petits groupes autour des récifs marins. Il se repose la journée dans les grottes, les surplombs rocheux et sous les formations de coraux corne de cerf acropora ; et il est actif la nuit ou au crépuscule.
La rascasse volante se nourrit principalement de petits poissons de moins de 15 centimètres mais également de petits crustacés et de petits mollusques. Il semblerait qu'elle devienne de plus en plus piscivore en grandissant. Avec ses grandes nageoires pectorales, d'apparence ailée, elle coince sa proie dans un coin puis elle la gobe avec sa grande bouche protractile.

### Reproduction
La rascasse volante est un poisson ovipare. À la période du frai le mâle exécute une parade amoureuse en tournant autour de sa partenaire puis tous deux montent près de la surface de l'eau. La femelle fraye deux masses d’œufs contenus dans du mucus contenant en tout entre 10 000 et 40 000 œufs. Le mâle féconde les œufs avec son sperme ensuite. Le taux de mortalité est important. Quelques jours plus tard, les larves éclosent, ne mesurant alors que quelques millimètres. Le stade larvaire dure 20 à 40 jours avant de devenir des alevins.

### Piqûre
Leur piqûre est extrêmement douloureuse. La toxine est normalement non mortelle pour l'homme mais elle peut cependant dans de rares cas provoquer la mort. Le venin contient de l’acétylcholine et une neurotoxine qui affectent les transmissions neuromusculaires et qui peut avoir des effets cardiovasculaires, neuromusculaires et cytologiques allant d'un simple gonflement à une intense douleur ainsi qu'une paralysie des membres supérieurs et inférieurs.
Son puissant venin explique certainement le fait que la rascasse volante a peu de prédateurs. Ce venin peut être détruit par la chaleur (thermolabile) et l'inflammation réduite par l'application de corticoïdes. Certains ouvrages recommandent donc d'atténuer la douleur de la piqûre en immergeant immédiatement la partie touchée dans de l'eau la plus chaude possible mais pas trop pour ne pas occasionner une brûlure et d'emmener la victime à l'hôpital.

## Habitat et répartition

### Répartition endémique
Pterois volitans se trouve dans l'océan Pacifique et dans l'est de l'océan Indien de 2 à 55 m de profondeur. Dans le reste de l'océan Indien et en mer Rouge, on trouve l'espèce extrêmement voisine Pterois miles, également appelée rascasse volante.

### Extension en Atlantique
L'introduction de la rascasse volante en Atlantique Ouest semble remonter à 1992 lorsque des individus furent relâchés d'un aquarium domestique dans la baie de Biscayne en Floride à la suite du passage de l'ouragan Andrew. Cependant, l'introduction par des eaux de ballast n'est pas à exclure. En 2001, on retrouvait déjà des rascasses volantes le long de la côte Est des États-Unis, de la Floride jusqu'au cap Hatteras, et autour des Bermudes. Des juvéniles furent capturés prouvant la reproduction et donc la survie de la rascasse dans son nouveau milieu. Cette colonisation a peut-être été facilitée par la dispersion des larves par le Gulf Stream. À partir de 2004, des spécimens sont observés dans les Bahamas, puis en 2007 dans les îles Turks-et-Caïcos et Cuba. En 2010, la rascasse volante a été observée partout dans les Caraïbes et est alors considérée comme établie.
Cette espèce a donc été introduite par l'homme et crée un déséquilibre écologique dans les récifs des Caraïbes. Dans son nouvel habitat, ce poisson n'a pas de prédateur naturel, et la mortalité des œufs et alevins est insuffisante. Sa prolifération est foudroyante, aux dépens des espèces naturelles de poissons de récifs.
On pense que les requins peuvent être des prédateurs de Pterois volitans sans être affectés par les épines venimeuses. Une expérience est menée depuis 2011 à l'Institut des sciences marines de Roatán au Honduras pour « dresser » les requins à se nourrir de rascasses volantes dans le but de maîtriser les populations invasives des Caraïbes.
Cette espèce est si invasive que l'observatoire de l'eau de Martinique a créé un site de suivi de sa prolifération.

### Extension en Méditerranée
Passée par le canal de Suez, l'espèce est signalée dès 1991 en Méditerranée. Elle est observée à Chypre et dès 2012 et se répand dans tout l'est méditerranéen depuis. En effet, avec l'élargissement en été 2015 du canal de Suez, des espèces originaires de la mer Rouge, transportées dans l'eau des ballasts des cargos, prolifèrent désormais en Méditerranée.
C'est le cas de cette rascasse envahissante dont l'impact sur la biodiversité locale a été observé par les pêcheurs. C'est par exemple le cas dans la baie de Kas en Turquie où les prises de poissons locaux ont drastiquement baissé en raison de la présence de ce prédateur.

## Classification
Chordés – Scorpanidae, scorphanidés.

## L'espèce et l'humain

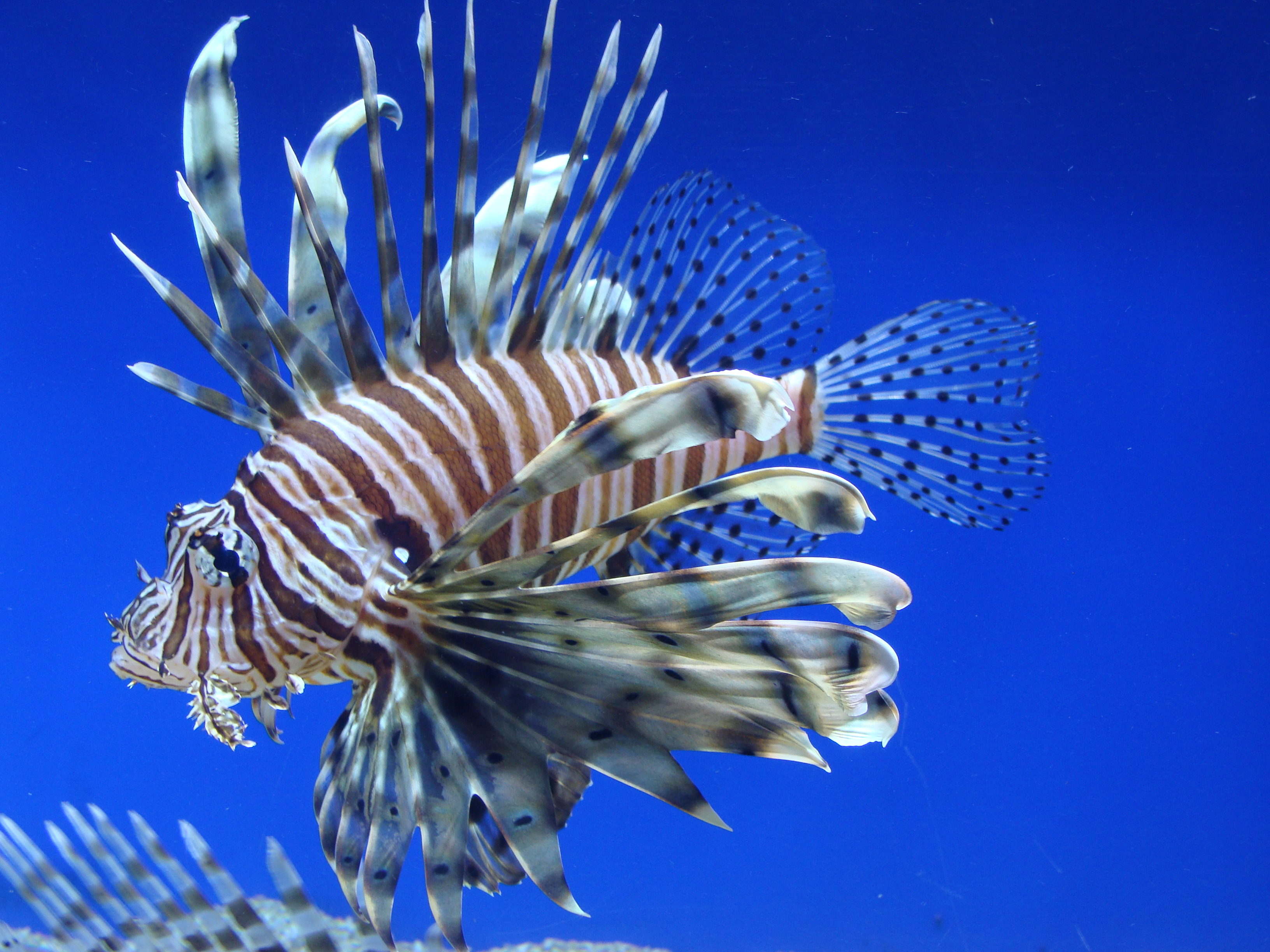
Rascasse volante à Océanopolis (Brest).

### Utilisations
Le poisson est recherché tant pour les aquariums que pour l'alimentation.

### Philatélie
Ce poisson figure sur une trentaine de timbres-poste, dont ceux émis par l'Australie en 1986, l'île Christmas en 1968, la Belgique en 1972 pour l'aquarium du zoo d'Anvers, Chypre en 1993, l'île de la Dominique en 1996 et en 1997, les États-Unis en 2004, le Koweït en 2002, les États fédérés de Micronésie en 1995, Monaco en 1960 pour le cinquantenaire du Musée océanographique de Monaco et 1988, la Nouvelle-Calédonie de 1959 (valeur faciale : 1 F), les Nouvelles Hébrides en 1965 et en 1967, le sultanat d'Oman en 2000, les Palau en 1995, la Papouasie-Nouvelle-Guinée en 1975, la Polynésie française en 1962 et en 1995, Singapour en 1977, la Thaïlande en 2001, les îles Tokelau en 1975, les îles Tonga en 1984, le Vanuatu en 1999.

## Dans la littérature
L'écrivain et photographe suisse Nicolas Bouvier a intitulé Le Poisson-scorpion le récit de voyage dans lequel il raconte son séjour à Ceylan (Sri Lanka) en 1955.